# Unidad Habitacional Magisterial
Unidad Habitacional Magisterial är en ort i Mexiko.   Den ligger i kommunen Ayutla de los Libres och delstaten Guerrero, i den södra delen av landet, 270 km söder om huvudstaden Mexico City. Unidad Habitacional Magisterial ligger 402 meter över havet och antalet invånare är 255.
Terrängen runt Unidad Habitacional Magisterial är lite bergig. Runt Unidad Habitacional Magisterial är det ganska tätbefolkat, med 58 invånare per kvadratkilometer. Närmaste större samhälle är Ayutla de los Libres, 2,7 km söder om Unidad Habitacional Magisterial. Omgivningarna runt Unidad Habitacional Magisterial är en mosaik av jordbruksmark och naturlig växtlighet.